# أيل هملايا المسكي
أيل هملايا المسكي أو أيل مسكي أبيض البطن (الاسم العلمي: Moschus leucogaster) هي نوع من الثدييات يتبع جنس الأيل المسكي من فصيلة الأيائل المسكية.